# Hall Model United Nations
Hall Model United Nations (kurz: H-MUN) gehört zu den ältesten MUN-Planspielen für Schüler in Baden-Württemberg. Es wird jährlich für fünf Tage am Gymnasium bei St. Michael in Schwäbisch Hall ausgerichtet und wird ausschließlich von Schülern organisiert.

## Teilnehmer
Mit etwa 200 Teilnehmern jährlich zählt H-MUN zu einem der größten Schüler-MUNs in Baden-Württemberg. Es richtet sich dabei vor allem an Schüler ab der achten Klasse. Die meisten Teilnehmer besuchen eine Schule in Schwäbisch Hall. Daneben sind auch häufig auswärtige sowie ehemalige Schüler vertreten. Die Teilnehmer können sich in verschiedenen Bereichen einbringen: 
- Die Mehrheit der Teilnehmer sind Delegierte, welche in einem von sechs verschiedenen Gremien die Interessen eines Landes, auf welches sie sich im Vorfeld beworben haben, vertreten.
- Den Vorsitz in den verschiedenen Gremien führen je zwei erfahrene Teilnehmer.
- Servicekräfte sorgen während der Sitzungswoche für das leibliche Wohl der Teilnehmer. Sie werden meist von jüngeren Schülern gestellt, um diesen einen ersten Einblick in H-MUN zu ermöglichen.
- Ein Wissenschaftlicher Dienst berät die Delegierten in Sachfragen.
- Während der gesamten Sitzungswoche berichtet ein Presseteam in einer täglich erscheinenden Zeitung über die Verhandlungen.

## Organisation
H-MUN wurde 2001 von einer Gruppe Schülern ins Leben gerufen. Seither wird es von einer dreiköpfigen Projektleitung, die ausschließlich aus Schülern besteht, organisiert. Diese wird in der Regel am Ende der Sitzungswoche von der Projektleitung für das kommende Jahr bestimmt. Die Organisation beginnt meist kurz nach Ende der letzten Konferenz.

## Ablauf
H-MUN orientiert sich bei dem Ablauf der Sitzungen an denen der realen UNO. Die Debatten wurden ursprünglich auf Deutsch abgehalten. Seit 2017 jedoch gibt es auch einen englischen Rat.

### Gremien
In sechs verschiedenen Gremien werden aktuelle, globale Probleme diskutiert und Resolutionen zu deren Lösung ausgearbeitet. Es gibt drei ständige Gremien, die Generalversammlung, den Sicherheitsrat, sowie den Wirtschafts- und Sozialrat, sowie drei jährlich wechselnde, den Hauptorganen unterstellte Nebenorgane. Beispiele hierfür sind der Menschenrechtsrat oder der Ausschuss zur Bekämpfung des Terrorismus.

### Generalsekretariat
Der Generalsekretär wird von der Projektleitung unter den erfahrenen H-MUN-Teilnehmern ausgewählt. Er eröffnet die Sitzungswoche. Seine Aufgabe während der Sitzungen ist es Fragen bezüglich der Vereinten Nationen zu klären. Häufig tritt er zudem als Vermittler auf.

### Begleitprogramm
Die Sitzungswoche wird von einem abendlichen Programm begleitet. Neben der Auf- und Abtaktveranstaltung, zählt hierzu die traditionell am Dienstag stattfindende Podiumsdiskussion, bei denen Vertreter aus Politik und Wirtschaft über ein aktuelles Thema debattieren und sich im Anschluss den Fragen des Publikums stellen. Ein abendliches, ungezwungenes Treffen soll zudem helfen, dass sich die Teilnehmer besser kennen lernen.